# Torrecilla sobre Alesanco
Torrecilla sobre Alesanco tỉnh và cộng đồng tự trị La Rioja, phía bắc Tây Ban Nha. Đô thị này có diện tích là 4,36 ki-lô-mét vuông, dân số năm 2009 là 44 người với mật độ 10,09 người/km². Đô thị này có cự ly 37 km so với Logroño.